# Bidens pilosa
Bidens pilosa ou picão-preto é uma espécie vegetal da família Asteraceae. É considerada uma erva daninha em alguns habitats tropicais. No entanto, algumas partes do mundo é usada como comida. O Ministério da Saúde do Brasil anunciou que poderá ser homologada como possuidora de propriedades fitoterápicas.